# Спортивний тренер року у світі за версією BBC
Спортивний тренер року у світі — опитування, котре з 1999-го проводить Британська телерадіомовна корпорація (BBC, Бі-Бі-Сі). Переможця визначають шляхом анкетування спортивних журналістів різних країн світу.

#### Лауреати
| Рік                     | Тренер (вид спорту)                                                    |
| ----------------------- | ---------------------------------------------------------------------- |
| За опитуванням Бі-Бі-Сі |                                                                        |
| 1999                    | Алекс Фергюсон (футбол)                                                |
| 2000                    | Юрген Гроблер (веслування)                                             |
| 2001                    | Свен-Йоран Ерікссон (футбол)                                           |
| 2002                    | Арсен Венгер (футбол)                                                  |
| 2003                    | Клайв Вудворд (регбі)                                                  |
| 2004                    | Арсен Венгер (футбол)                                                  |
| 2005                    | Жозе Моуриньо (футбол)                                                 |
| 2006                    | Даніель Андерсон (регбі)                                               |
| 2007                    | Енцо Кальзаге (бокс)                                                   |
| 2008                    | Девід Брейлсфорд (велоспорт)                                           |
| 2009                    | Фабіо Капелло (футбол)                                                 |
| 2010                    | Колін Монтгомері (гольф)                                               |
| 2011                    | Енді Флауер (крикет)                                                   |
| 2012                    | Девід Брейлсфорд (велоспорт)                                           |
| 2013                    | Воррен Гетланд (регбі)                                                 |
| 2014                    | Пол Макгінлі (гольф)                                                   |
| 2015                    | Майкл О'Ніл (футбол)                                                   |
| 2016                    | Клаудіо Раньєрі (футбол)                                               |
| 2017                    | Бенке Бломквіст + Стівен Маґвайр + Кристіан Малькольм (легка атлетика) |
| 2018                    | Гарет Саутгейт (футбол)                                                |
| 2019                    | Джон Блекі (легка атлетика)                                            |
| 2020                    | Юрген Клопп (футбол)                                                   |